# Carinhall
Carinhall foi a casa de campo do Reichsmarschall e comandante da Luftwaffe do III Reich, Hermann Göring. Localizada numa grande propriedade a nordeste de Berlim, na floresta de Schorfheide, ao norte de Brandemburgo, tinha seu nome em homenagem à primeira esposa do líder nazista, a sueca Carin Fock Göring.
A casa foi construída em etapas a partir de 1933, em forma de um grande alojamento de caça, pelo arquiteto alemão Werner March, também responsável pela construção do estádio olímpico de Berlim. Carinhall foi a residência de Göring com sua segunda esposa Emmy Göring e a filha do casal, Edda, ao mesmo tempo em que abrigou os restos mortais da primeira esposa, assim como um altar construído em sua memória. Ela se tornou o destino de muitos dos tesouros em obras de arte confiscados pelos nazistas dos judeus e dos territórios ocupados durante a II Guerra Mundial, onde eram expostos.
Após sua construção total, a propriedade se tornou a residência oficial de Göring e seu staff em 1937, com um comprimento total de mais de setenta metros, uma grande área interna ajardinada  e uma livraria junto à antiga estrutura. A sala de visitas e de recepção de convidados tinha 24 m de comprimento por 12 m de largura, uma lareira gigante e um janelão de vidro com cerca de 30 m². Além disso a mansão possuía um grande terraço, dezenas de quartos, uma grande sala de troféus de caça, uma pista de boliche, quadra de tênis, perímetro para a prática do tiro com arco e um cinema particular. Uma segunda construção no terreno nos mesmos moldes da casa principal, abrigava oficiais da Força Aérea auxiliares de Göring, um consultório médico, lavanderia, mesa telefônica, geradores, aquecedores, garagens, garagens, seguranças e um equipe de 13 bombeiros.

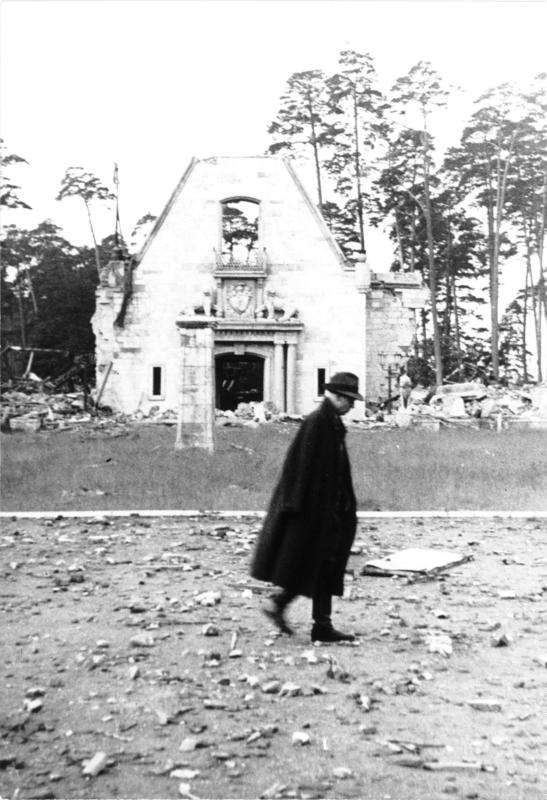
A propriedade em ruínas, 1947.

Vinte pessoas eram responsáveis pelos serviços fixos, incluindo 11 faxineiras. Três anéis de segurança envolviam Carinhall e era necessário um passe das sentinelas armadas para chegar até a casa. O jardim principal era adornado por uma miniatura do Palácio de Sanssouci, presente de batismo para Edda, comprado com dinheiro de uma coleta feita entre o pessoal da Luftwaffe. No livro oficial de visitas da mansão, constavam nomes como o do ex-presidente dos Estados Unidos Herbert Hoover, os duques de Windsor, Charles Lindbergh, Benito Mussolini, os reis da Bulgária, Romênia e Iugoslávia e Willy Messerschmitt, entre outros.
Durante a guerra, Göring mandou construir abrigos antiaéreos para a família e para os empregados e um bunker com telefone e sistema de rádio encravado 12 metros abaixo do solo. Na tentativa de enganar os bombardeiros Aliados, uma réplica em madeira de Carinhall também foi construída na margem do lago nas proximidades da casa.
Nos estertores da guerra, para impedir que a propriedade caísse em mãos das tropas soviéticas que avançavam em direção à Berlim, em 28 de abril de 1945 um esquadrão de sapadores da Luftwaffe dinamitou e demoliu a casa por ordens de Göring, que transferiu os tesouros existentes nela para Berchtesgaden. Os restos mortais de Carin foram achados no terreno tempos depois, cremados e levados de volta para sua Suécia natal, onde foram sepultados.

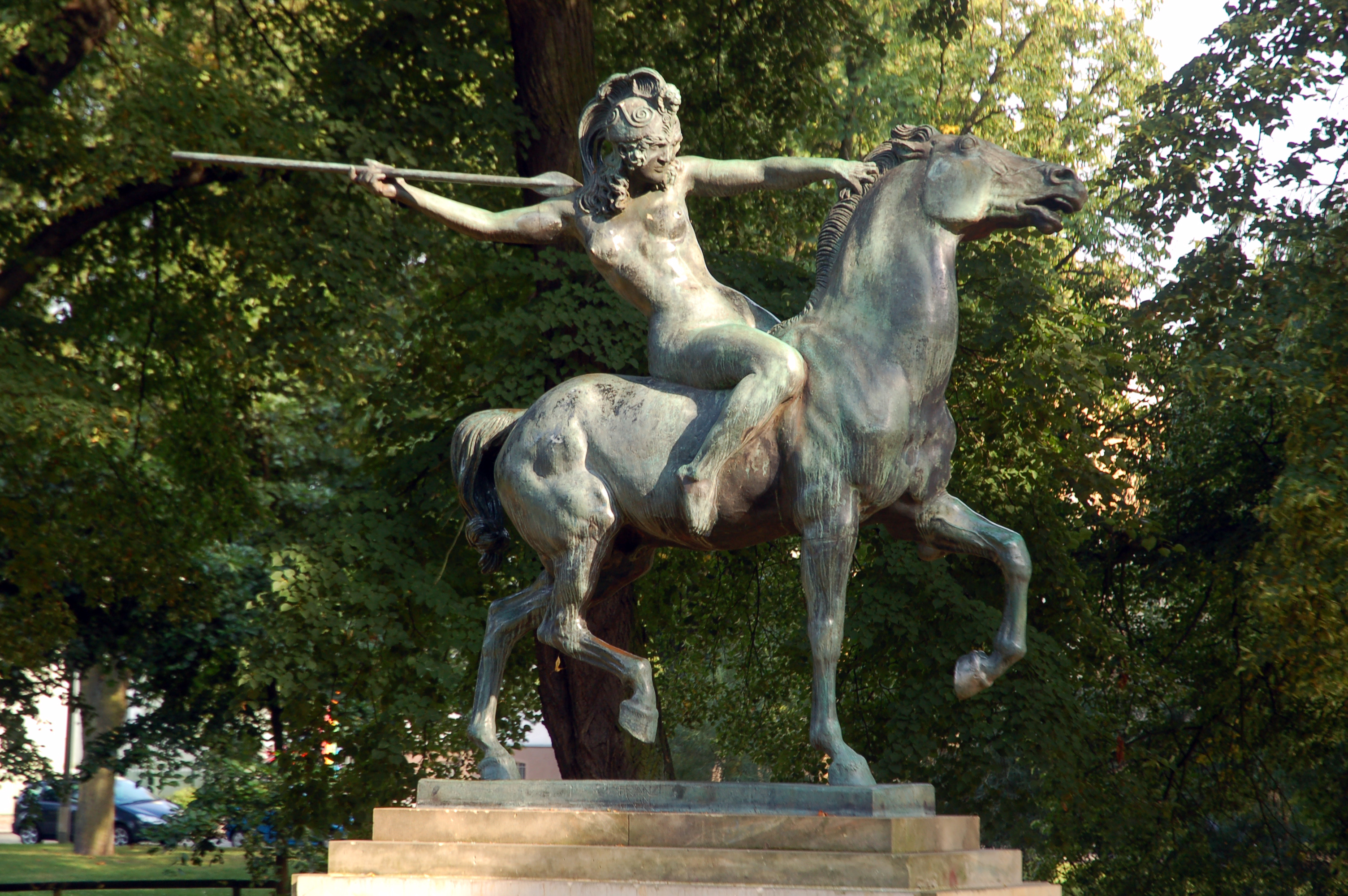
A escultura de Franz von Stuck, Kämpfende Amazone, que adornava Carinhall, hoje em Eberswalde.

## Atualidade
Hoje restam no terreno em meio ao mato apenas os monumentais portões de entrada, construídos em 1943, alguma estruturas da antiga fundação e pedras decorativas. Uma grande e famosa escultura do artista alemão Franz von Stuck, a Kämpfende Amazone (1897), que se encontrava nos jardins da casa, hoje está exposta na cidade de Eberswalde.
Em 1999, por conta do interesse despertado na Alemanha pelo livro Görings Reich: Selbstinszenierungen in Carinhall, caçadores de tesouros passaram a frequentar as ruínas da propriedade em busca de preciosidades históricas esquecidas e preocupações começaram a surgir com a possibilidade do sítio tornar-se um santuário para os neo-nazistas.